# 門司掖済会病院
門司掖済会病院（もじえきさいかいびょういん）は、福岡県北九州市門司区に所在する病院である。公益社団法人日本海員掖済会が運営する。

## 沿革
(この節の出典)
- 1921年10月 - 船員の福利厚生を目的とする日本海員掖済会門司病院として開院。
- 1927年4月 - 旧門司市長の要請により一般市民の診療を開始。
- 1948年12月 - 歳末無料診療実施。（以降毎年実施）
- 2006年1月 - 公益財団法人日本医療機能評価機構の認定を受ける。
- 2013年4月 - 設置法人の改組（社団法人→一般社団法人）にあわせ門司掖済会病院と改称。[2]
- 2013年11月 - 許可病床数を245床から199床に減床する。
- 2020年4月 - 一般社団法人から公益社団法人へ法人格移行。

## 診療科目
- 内科
- 外科
- 整形外科
- 耳鼻咽喉科
- 泌尿器科
- 眼科
- 皮膚科
- 婦人科
- 麻酔科
- 歯科口腔外科
- 腎センター - 1972年8月に門司区で初めての人工腎臓透析室として開設、1998年6月の透析室増床に伴い、呼称を腎センターと改め、2008年からは腹膜透析も開始した[3]。
- リハビリテーションセンター
- 検診センター
- 訪問看護ステーションえきさい門司-2024年4月に開設。

## 医療機関の認定
（この節の出典）
| 保険医療機関                                   | 労災保険指定医療機関             |
| 指定自立支援医療機関（更生医療）               | 指定自立支援医療機関（育成医療） |
| 身体障害者福祉法指定医の配置されている医療機関 | 生活保護法指定医療機関           |
| 原子爆弾被害者一般疾病医療取扱医療機関         | 公害医療機関                     |
| 臨床研修病院                                   | 肝疾患診療連携拠点病院           |
| DPC対象病院                                    | 無料低額診療事業実施医療機関     |
| 病院群輪番制参加医療機関                       |                                  |

このほか、各種法令による指定・認定病院であるとともに、各学会の認定施設でもある。

## 交通アクセス
- 鹿児島本線（JR九州）門司港駅より徒歩8分[5]。
- 西鉄バス北九州「清滝1丁目」停留所より徒歩1分、または「門司区役所前（急行利用時）」停留所より徒歩3分[5]。

## 周辺
- 北九州市 門司区役所
- 九州鉄道記念館
- 門司税務署